# Constança de Noronha

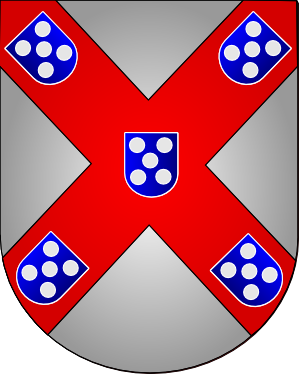
Armas da Sereníssima Casa de Bragança: Escudo de prata, uma aspa de vermelho brocante, carregada de cinco escudetes com as quinas de Portugal.

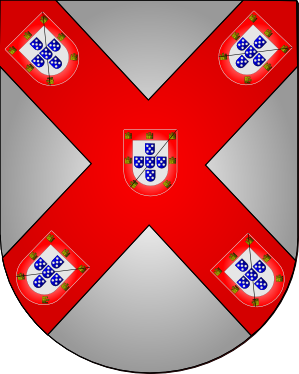
Armas (estilo moderno) da Casa de Bragança, após 1581.

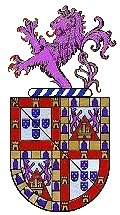
Brasão de Armas da família Noronha.

Constança de Noronha (1395 - Coimbra, 26 de janeiro de 1480 - Guimarães) foi 1ª Duquesa de Bragança. 
Por escritura datada de 14 de Setembro de 1474, adoptou como filho e herdeiro o seu sobrinho Pedro de Meneses.

## Relações familiares e biografia
Foi filha de Afonso Henriques, conde de Gijón e Noronha e de Isabel de Portugal, senhora de Viseu. Os pais de D. Constança de Noronha eram filhos naturais de reis, portanto possuíam ascendente nobre, embora espúrio.
O pai de D. Constança de Noronha era filho ilegítimo do Rei Henrique II, Rei de Castela e pela sua vez, a mãe, a Infanta D. Isabel, era filha natural do Rei D. Fernando I de Portugal. Todos os filhos deste casal foram providos de grandes casas e senhorios no momento do seu traslado a Portugal no século XV.
Casou em 1420 com  Afonso I, Duque de Bragança (de quem foi segunda mulher). D. Afonso era filho ilegítimo do Rei D. João I de Portugal e foi reconhecido posteriormente com carta datada de 20 de outubro de 1401. O Rei D. João I tratou diretamente do consórcio entre os dois e assinou o Contrato de Casamento com um dote de valor de treze mil dobras, das quais lhe foram entregues quatro mil no momento.
Os Duques de Bragança formaram uma das Casas mais poderosas de Portugal, sendo o Ducado de Bragança o título que em Portugal mais terras, povoações, privilégios e rendas possuía, ficando somente atrás da família real. 
Dentro do Paço de Guimarães, existiam, além de médicos, vários criados (décadas de 1420 e 1430), um carniceiro (em 1429), um camareiro-mor (em 1426) e um capelão-privado (1431). Após a morte do marido manteve dois capelões, dois criados e um cavaleiro.
Por sua intersecção, D. Afonso V, a 22 de Maio de 1456, ordenou que a autoridade judicial e restantes autoridades, como as municipais, não onerassem com encargos, reais ou do concelho, várias mulheres pobres que normalmente se recolhiam no oratório perto deste paço ducal em Guimarães. 
Uma vez que não teve filhos, adoptou como filho e herdeiro o seu sobrinho Pedro de Meneses, 3º conde, 1º marquês de Vila Real e 7º conde de Ourém, casado com D. Beatriz de Bragança.

## Atividades Beneficentes deD. Constança de Noronha
Quando o Duque de Bragança morreu em 1461, a Duquesa, viúva e sem descendência, decidiu tomar o hábito da Ordem Terceira de São Francisco, para viver até seus últimos dias em recolhimento e penitência.
Frequentava a Igreja do Convento de São Francisco de Guimarães, localizada nos termos de suas propriedades na Vila de Guimarães.
A esta instituição religiosa doou a Fonte dos Cães e também ofereceu as despesas para a construção de sua capela-mor. Foi no Convento de São Francisco de Guimarães a que ela escolheu para ser sepultada em 1480. No seu epitáfio aparece: “Alphonsi Ducis Hoc Conjux Constança Noronha Conditur in Tumulo”.
Logo de ficar viúva, transformou sua residência, o Paço dos Duques de Bragança em Guimarães, numa espécie de albergue para os necessitados de caridade, lugar que, segundo conta a tradição, era onde ela atendia pessoalmente os doentes e desfavorecidos.
Por suas atividades de ajuda e altruísmo, ela sempre foi tida por santa dentro da comunidade.

## O Culto da Sepultura de D. Constança de Noronha
Após a sua morte, aos 72 anos, o reconhecimento como pessoa santa cresceu e o seu túmulo começou a ser frequentado para se lhe pedir favores, tomando-se a Duquesa como intercessora do Senhor.
É assim que se apresentam testemunhos das propriedades curativas da erva que cresce ao redor do túmulo. Outras pessoas pegavam na terra da sepultura para fazer relíquias que levavam ao pescoço e faziam-se procissões ao túmulo de pedra com sua imagem vestida com o hábito de São Francisco, onde se faziam promessas ou encomendas para preservar sua saúde.
Ao longo dos séculos, foram feitas várias mudanças da sepultura da Duquesa.
Nos meados do século XVII, foram realizadas obras de azulejamento da capela-mor e de colocação de uma tribuna, reformas que tiveram como consequência a perda da localização da sepultura. A sepultura só viria a ser recuperada nos começos do século XX, apresentando graves danos na sua estrutura e conservação.
No dia 1 de outubro de 1938 o túmulo foi retirado do local onde estava, atrás do retábulo da igreja, e reconduzido de modo provisório para o Museu de Alberto Sampaio.
Por sugestão de A. L. de Carvalho, após o restauro do sepulcro, poderia ter sido levado para a capela do Paço dos Duques de Bragança, mas esta proposta foi rejeitada pela Ordem Franciscana, que reclamou para si o jacente de D. Constança, sendo devolvido ao Convento da Igreja onde primeiramente tinha repousado a piedosa senhora.